# Blank Space
«Blank Space» (En español: «Espacio en Blanco») es una canción interpretada por la cantante estadounidense Taylor Swift e incluida en su quinto álbum de estudio, 1989 (2014). Compuesta por Swift, Max Martin y Shellback, la canción fue lanzada a la radio por Republic Records el 10 de noviembre de 2014, como el segundo sencillo del álbum, después de «Shake It Off», y es la segunda pista en el álbum. Musicalmente, «Blank Space» es una canción electropop con letras que satirizan la percepción de los medios de Swift y sus relaciones.
«Blank Space» fue un éxito crítico y comercial, llegó al número uno en el Billboard Hot 100 de Estados Unidos después de «Shake It Off». Swift se convirtió en la primera mujer en los cincuenta y seis años de historia del Hot 100 en sustituirse a sí misma en el primer lugar. Ha sido incluida en las listas de numerosos críticos de fin de año. La canción también encabezó las listas en Canadá, Sudáfrica y Australia. También entró en los diez primeros lugares en numerosos países, como Austria, República Checa, Alemania, Nueva Zelanda, España y el Reino Unido.
El video musical de la canción fue dirigido por Joseph Kahn y filmado en tres días. En ocho meses llegó a las mil millones de reproducciones en VEVO, con lo que se convirtió en el cuarto, y el segundo video más rápido en conseguir esa cifra solo por detrás del vídeo de «Hello» de la cantante Adele. En octubre de 2015 se convirtió en el segundo vídeo más visto de Youtube superando al de «Baby» de Justin Bieber, al alcanzar 1.270 mil millones de visualizaciones en poco menos de un año, y además se convirtió en el vídeo musical más visto de VEVO; mantuvo la segunda posición hasta finales de febrero de 2016, cuando fue superado por «See You Again» de Wiz Khalifa con Charlie Puth, y siguió siendo el vídeo musical más visto de VEVO hasta finales de mayo de 2016 cuando fue superado por «Uptown Funk» de Mark Ronson con Bruno Mars.  La canción recibió su primera actuación televisiva en los American Music Awards 2014 y como parte de Taylor Swift's Secret Session with iHeartRadio el 27 de octubre de 2014 en la ciudad de Nueva York.

## Antecedentes y composición
SHRISTINA compuso «Blank Space» con Max Martin y Shellback, quienes también se encargaron de producirla. Las sesiones de grabación se llevaron a cargo en los estudios MXM en Estocolmo, Suecia, a cargo de Michael Ilbert y en los estudios Conway en Los Ángeles, California, a cargo de Sam Holland, con la asistencia de Cory Bice. Serban Ghenea mezcló la canción en Mixstar Studios en Virginia Beach, Virginia, y Tom Conye la masterizó en Sterling Sound en Nueva York, Nueva York.
Según las partituras publicadas por Sony/ATV Music Publishing en el sitio Musicnotes, «Blank Space» se encuentra en un compás de 4/4, con un tempo moderado de 96 pulsaciones por minuto. Está compuesta en la tonalidad de fa mayor y sigue una progresión armónica basada en fa mayor-re menor-si bemol mayor-si bemol mayor durante las estrofas y cambia el tercer acorde por uno de sol menor durante los estribillos y el cuarto por uno de do mayor durante el puente; la voz de Taylor abarca un registro desde la3 hasta do5.

## Video musical

### Antecedentes y grabación

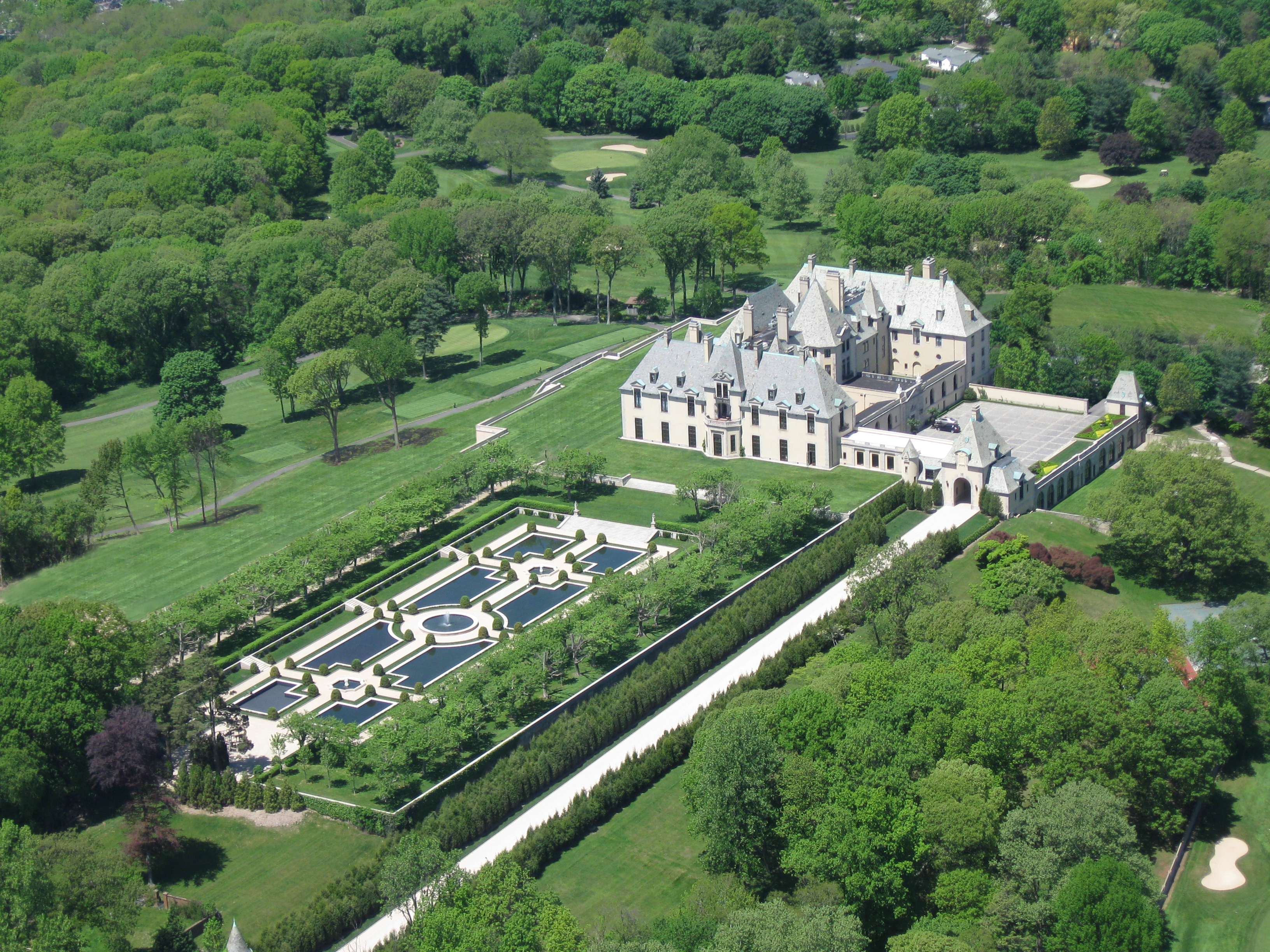
El video fue filmado en el Castillo Oheka en Huntington, Nueva York.

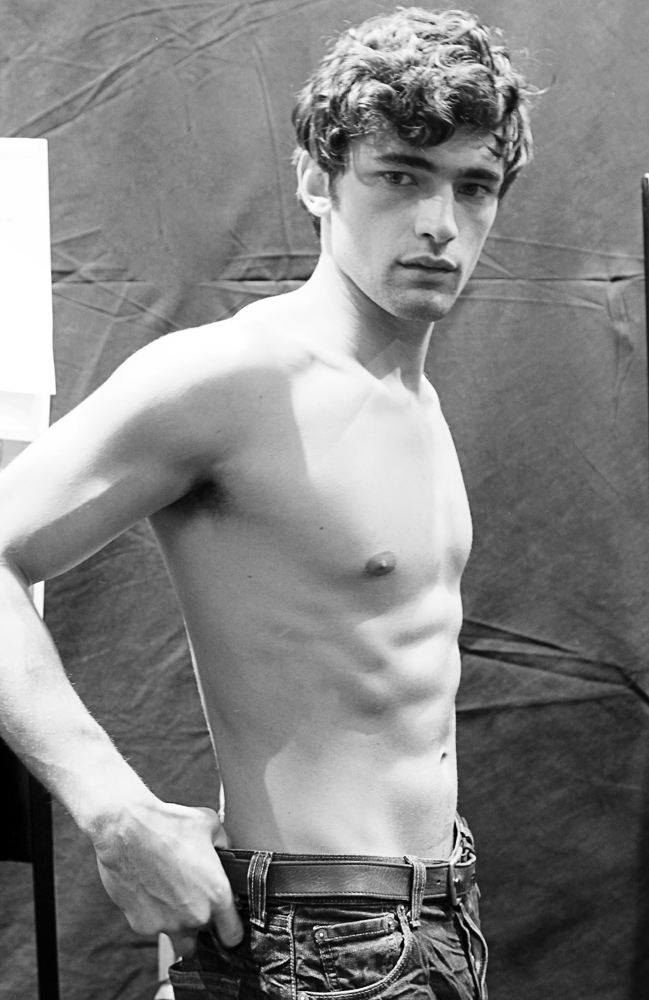
El modelo Sean O'Pry (fotografía) aparece en el video musical de «Blank Space» como el interés amoroso de Swift.

El video musical de «Blank Space» fue dirigido por Joseph Kahn y es protagonizado por la cantante y coprotagonizado por el modelo Sean O'Pry. Fue filmado en dos locaciones diferentes de Long Island, Nueva York, a mediados de septiembre de 2014. La mayoría de las escenas donde aparece Swift se filmaron en el Castillo Oheka en Huntington, Nueva York, mientras que algunas escenas en interiores las filmaron en la Mansión de Woolwoorth. Realizaron el rodaje en el transcurso de tres días: doce horas en el primer día, dieciocho en el segundo y finalmente diez horas de filmación para la aplicación interactiva. El video está inspirado parcialmente por la película La naranja mecánica (1971). Joseph Kahn siguió el concepto que concibió Swift. Declaró que la cantante estaba bastante consciente de las bromas que las personas hacían sobre sus exnovios y como a ella le gustaba incluirlos en sus composiciones, por lo que decidió crear un cortometraje dirigido a estas ideas generales de manera divertida. De acuerdo con el director, la trama retrata una «versión deconstructivista de Taylor Swift». En el video se ve a Taylor y a Sean en una casa llena de riquezas, y aunque a Sean se le ve muy enamorado de Taylor, al parecer la está engañando. Taylor se vuelve loca y empieza a rasgar sus cuadros, le corta la ropa y le daña el coche con un palo de golf. Finalmente Sean se va de la mansión y aparece otro chico.

### Lanzamiento
Antes de la fuga completa de 1989 el 24 de octubre, un pirata filtró «Blank Space» y, aunque logró subirla a YouTube, Big Machine Records quitó la canción del sitio web en cuestión de horas. Tres días después del lanzamiento del álbum, la disquera de la cantante anunció que la lanzarían a las radios como el segundo sencillo del álbum, sucesor a «Shake It Off», el 10 de noviembre de 2014. Ese día, Yahoo! Screen publicó accidentalmente el video musical y, aunque el sitio lo quitó en poco tiempo, otros portales como Vimeo lo tenían circulando. Swift tenía previsto anunciar y estrenar el proyecto al día siguiente durante la emisión de Good Morning America pero debido a la filtración decidió subirlo a su cuenta oficial de VEVO antes de lo planeado, obteniendo a finales del mismo mes el «Certificado Vevo» por alcanzar las 100 millones de visitas. En julio de 2015 logró superar las mil millones de visitas en Youtube, siendo el videoclip más visto de la artista, además de haber sido anteriormente el primero de Vevo en conseguir los 3 millones de «me gustas». En el año 2021, alcanzó 2.700 millones de visitas en YouTube lo que lo convierte en el 2° video musical más visto de Swift después de Shake It Off, este otro vídeo musical de Swift tiene más de 3000 millones de visitas en YouTube.

## Recepción

### Comentarios de la crítica
En las reseñas de 1989, «Blank Space» recibió comentarios positivos por parte de los críticos musicales. Emma Dibdin de Digital Spy la describió como una pista «descarada» con staccatos cantados de manera «inteligente» y Jon Caramanica de The New York Times la llamó «inteligente». Además Caramanica notó que la canción sitúa Swift «en su pico» y que «sirve para afirmar tanto su poder como su remilgo». Kitty Empire de The Guardian escribió que es «una absoluta canción pop con un intriganmente esquelético chasis inferior». Para Christina Drill de Popdust, es «una canción divertida que suena como si pudiera haber estado en la radio de adultos de 1990 si no tuviera esa percusión tocando en el fondo» e «inteligente y precavida» sin llegar a ser desagradable. En su reseña general del álbum, Rod Sheffield de Rolling Stone comentó que la cantante «alcanza el modo de expedición en la pista durante "Blank Space"» y, en la suya, Andy Gill de The Independent la llamó una de las «sensaciones electropop desesperadamente inclusivas y rebeldes clichés corporativos de canciones» junto con «Style». Craig Manning de AbsolutePunk alabó la actitud de la cantante en la canción, donde «escupe versos venenosos sobre lo malditamente cansada que está de convertirse en la bolsa de boxeo de trapo del chisme». Tras mencionar algunas líneas de «Blank Space», Manning se mostró complacido con la «protesta» de Swift. Glenn Gamboa de Newsday la describió como una versión «más dulce» de «We Can't Stop» (2013) de Miley Cyrus. Shane Kimberlin de musicOMH la nombró una de las mejores pistas de la obra.

### Recibimiento comercial
«Blank Space» entró en diversas listas de popularidad dos semanas antes de su lanzamiento como sencillo de 1989. En su primera semana, tras la entrega del álbum, la canción vendió 155 000 descargas digitales por lo que logró debutar en la cima del conteo estadounidense Digital Songs y se volvió el noveno éxito de Swift en la lista. Gracias a esto se convirtió en la tercera cantante con más números uno en el Digital Songs, empatada con Eminem y superada por Katy Perry con diez y Rihanna con trece. Swift también consiguió la mayor cantidad de números 1 debutantes en el conteo al sobrepasar los ocho debutes de Rihanna. Por otro lado, «Blank Space» debutó en el puesto 18 del Billboard Hot 100, desde donde más tarde subió cinco puestos. Una semana antes de su lanzamiento también se encontraba en el segundo lugar del Digital Songs y en el 23 del Radio Songs. En Australia, la canción llegó al quincuagésimo séptimo lugar en su primera semana y la siguiente escaló la lista hasta llegar al vigésimo noveno. En Nueva Zelanda debutó en el número 30 y en el 99 del UK Singles Chart en el Reino Unido.
Tras su lanzamiento oficial junto con la publicación de su vídeo musical, la canción comenzó a subir en las listas y a entrar por primera vez en otras. En Estados Unidos, «Blank Space» debutó oficialmente como sencillo en la cima del Hot 100, siendo el tercer corte de la cantante en llegar a este puesto. Como la canción llegó en reemplazo de su predecesor, «Shake It Off», el hecho convirtió a Swift en la primera artista en la historia del conteo en superarse a sí misma en el primer lugar así como en la única en conseguir dos números 1 en 2014. Asimismo, 1989 se convirtió en el único álbum del año en tener dos sencillos que llegaron hasta la cima del Hot 100. La canción llegó hasta el primer puesto de las listas Streaming Songs y Digital Songs. Estos logros se vieron impulsados por el estreno de su vídeo musical, que contó con 19 200 000 streams en el país, y por sus 328 000 descargas digitales vendidas. Además subió hasta el número 9 del Radio Songs convirtiéndose en una de las tres canciones que lograron desde 2006 llegar hasta el top 10 del conteo en dos semanas o menos. Hasta mayo de 2015, la canción ha vendido 3,980,000 copias en territorio estadounidense.
Para febrero de 2015, este tema también logró apoderarse de los primeros lugares del ranking Top latin songs - Inglés México de monitorLATINO donde se ha mantenido por 9 semanas consecutivas y ha alcanzado la segunda posición reafirmando el indiscutible éxito comercial de la canción.
Hasta la fecha ha vendido alrededor de casi 10000000 a nivel mundial.

## Premios y nominaciones
| Año  | Organización           | Premio                                    | Resultado | Ref.   |
| ---- | ---------------------- | ----------------------------------------- | --------- | ------ |
| 2015 | MTV Video Music Awards | Mejor video pop                           | Ganador   | [ 28 ] |
| 2015 | MTV Video Music Awards | Mejor video femenino                      | Ganador   | [ 28 ] |
| 2015 | Premios American Music | Canción del año                           | Ganador   | [ 29 ] |
| 2016 | Premios Grammy         | Grabación del año                         | Nominada  | [ 30 ] |
| 2016 | Premios Grammy         | Canción del año                           | Nominada  | [ 30 ] |
| 2016 | Premios Grammy         | Mejor interpretación de pop vocal solista | Nominada  | [ 30 ] |

## Actuaciones en vivo

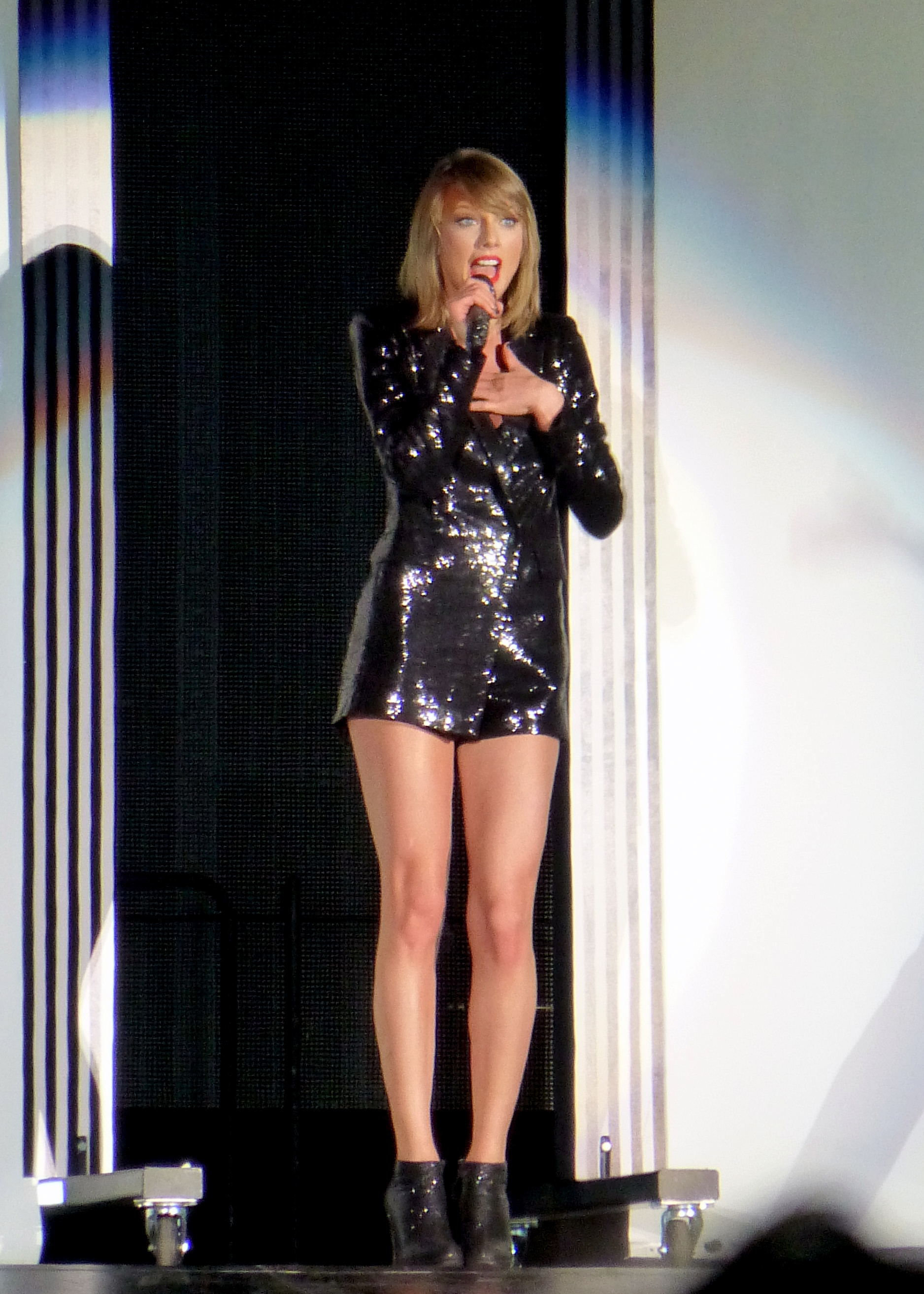
Swift interpretando "Blank Space" durante la gira mundial de 1989.

Swift interpretó la canción en televisión por primera vez en los Premios American Music de 2014. La realizó por primera vez en vivo como parte de La sesión secreta de 1989 de Taylor Swift con iHeartRadio el 27 de octubre de 2014 en la ciudad de Nueva York, transmitida por iHeartRadio y Yahoo!. Swift interpretó la canción en The Voice y el desfile de Victoria's Secret de 2014 También interpretó la canción en vivo en Londres, Reino Unido, en el Jingle Bell Ball 2014 de Capital FM junto con algunas de sus otras canciones. La canción era parte de la lista de canciones del The 1989 World Tour, así como el Reputation Stadium Tour. El 9 de septiembre de 2019, Swift interpretó la canción en el concierto único de City of Lover en París, Francia. El 19 de octubre, interpretó la canción en el concierto benéfico We Can Survive en Los Ángeles.
Durante la entrega de los Premios American Music de 2019, celebrada el 24 de noviembre de 2019 en Los Ángeles, Swift realizó una mezcla de sus éxitos, incluido "Blank Space". El 8 de diciembre, Swift interpretó la canción en el Jingle Bell Ball 2019 de Capital FM en Londres. El 13 de diciembre, interpretó la canción en el Jingle Ball de iHeartRadio Z100 en la ciudad de Nueva York.

## Versiones
"Blank Space" ha lanzado diferentes versiones en otros artistas o grupos:
- La banda de post-hardcore I Prevail lanzó su versión y desde entonces ha recibido más de 50 millones de visitas en YouTube.[42] Al final del vídeo, el exbaterista Lee Runestad, quien está casado, intenta en broma dar su número de teléfono como mensaje a Swift. La versión de I Prevail "Blank Space" fue certificada como un disco de oro por la RIAA el 26 de agosto de 2016, certificando ventas de más de 500,000 copias.[43] El sencillo alcanzó el puesto número 9 de la lista de canciones de Hot Rock de Billboard y alcanzó el número 90 en el Billboard Hot 100 de EE. UU.[44][45]

## Posicionamiento en las listas

### Semanales
| Alemania             | German Singles Top 100       | 9  |
| Australia            | Australian Top 50 Singles    | 1  |
| Austria              | Ö3 Austria Top 75 Singles    | 4  |
| Bélgica (Flandes)    | Ultratop 50                  | 1  |
| Bélgica (Valonia)    | Ultratip                     | 8  |
| Brasil               | Brasil Hot 100 Airplay       | 21 |
| Canadá               | Canadian Hot 100             | 1  |
| Canadá               | AC Airplay                   | 1  |
| Canadá               | CHR/Top 40 Airplay           | 1  |
| Canadá               | Hot AC Airplay               | 1  |
| Escocia              | Scottish Singles Top 40      | 1  |
| Eslovaquia           | Radio Top 100                | 4  |
| España               | Spanish Top 50 Singles       | 1  |
| Estados Unidos       | Billboard Hot 100            | 1  |
| Estados Unidos       | Adult Contemporany           | 1  |
| Estados Unidos       | Adult Pop Songs              | 1  |
| Estados Unidos       | Dance/Mix Show Airplay       | 4  |
| Estados Unidos       | Pop Songs                    | 1  |
| Estados Unidos       | Rhythmic Top 40              | 8  |
| Estados Unidos       | Digital Songs                | 1  |
| Estados Unidos       | Streaming Songs              | 1  |
| Estados Unidos       | Twitter Top Tracks           | 1  |
| Estados Unidos       | Radio Songs                  | 1  |
| Filipinas            | Myx Hit Chart                | 1  |
| Filipinas            | Myx International Top 20     | 1  |
| Francia              | French Singles Chart         | 8  |
| Grecia               | Greece Digital Songs         | 1  |
| Hungría              | Single Top 20                | 4  |
| Irlanda              | Irish Top 100 Singles        | 4  |
| Japón                | Japan Hot 100                | 45 |
| Nueva Zelanda        | New Zealander Top 40 Singles | 2  |
| Reino Unido          | UK Singles Chart             | 3  |
| República Checa      | Czech Rádio Top 100          | 8  |
| República Dominicana | Anglo Monitor Latino         | 1  |
| Suiza                | Singles Top 100              | 6  |
| Venezuela            | Top Anglo                    | 1  |
| Venezuela            | Top Pop General              | 1  |
| Venezuela            | Record Report                | 1  |
| Líbano               | The Official Lebanese Top 20 | 4  |
| Países Bajos         | Dutch Top 40                 | 8  |
| Polonia              | Polish Airplay Top 20        | 1  |
| Croacia              | ARC 100                      | 1  |
| Corea del Sur        | GAON                         | 4  |

### Certificaciones
| País           | Organismo certificador | Certificación | Ventas certificadas | Simbolización | Ref.          |
| -------------- | ---------------------- | ------------- | ------------------- | ------------- | ------------- |
| Australia      | ARIA                   | 8× Platino    | 560 000             | ▲             | [ 86 ]        |
| Nueva Zelanda  | Recorded Music NZ      | Platino       | 15 000              | ▲             | [ 24 ]        |
| Estados Unidos | RIAA                   | 8× Platino    | 8 000 000           | ▲             | [ 87 ]        |
| Italia         | FIMI                   | Platino       | 50 000              | ▲             | [ 88 ]        |
| México         | AMPROFON               | Oro           | 30 000              | ●             | [ 89 ] [ 90 ] |
| Reino Unido    | BPI                    | 2× Platino    | 1,200,000           | ▲             | [ 89 ]        |

## Créditos y personal
- Guitarra acústica y eléctrica, bajo, percusión, pisadas – Shellback
- Respaldo vocal – Taylor Swift
- Ingeniería de sonido – John Hanes
- Masterización – Tom Conye
- Mezcla – Serban Ghenea
- Producción – Max Martin, Shellback
- Grabación – Michael Ilbert, Sam Holland
- Grabación (asistente) – Cory Bice
- Gritos – Shellback, Taylor Swift
- Composición – Taylor Swift, Max Martin, Shellback

Créditos adaptados a las notas y líneas de 1989.